# آریس مریت
آریس مریت (انگلیسی: Aries Merritt؛ زادهٔ ۲۴ ژوئیهٔ ۱۹۸۵) یک دونده دو با مانع اهل ایالات متحده آمریکا است.
از افتخارات وی میتوان به کسب مدال طلا ۱۱۰ متر با مانع در بازی‌های المپیک تابستانی ۲۰۱۲ اشاره کرد.